# Jean Chalopin
Jean Chalopin (ur. 31 maja 1950 w Tours) – francuski producent i scenarzysta związany z DIC Entertainment. Wielokrotnie współpracował z Bruno Bianchi.

## Filmografia
- Ulisses 31
- Tajemnicze Złote Miasta
- Inspektor Gadżet
- Malusińscy
- Łebski Harry
- Tęczowa kraina
- Dennis Rozrabiaka
- Troskliwe misie
- M.A.S.K.
- Jayce i gwiezdni wojownicy
- Diplodo
- W 80 marzeń dookoła świata
- Chlupotki
- Kupidyn
- Król Artur i Rycerze Sprawiedliwości
- Pole Position
- Sierotki